# Nacho Martín Monzón
José Ignacio "Nacho" Martín Monzón (Valladolid, 22 de abril de 1983) es un jugador de baloncesto español que pertenece a la plantilla del Sa Real Instalaciones Arévalo Ibiza de la Tercera FEB. Con 2,02 metros de altura, juega en la posición de ala-pívot.
Es hijo de José Ángel Martín de Francisco "Morti", el que fuera jugador de baloncesto de varios equipos ACB.

## Trayectoria

### Inicios
Empezó a jugar al baloncesto en las categorías inferiores del Colegio Nuestra Señora de Lourdes de Valladolid y después en la del Club Baloncesto Valladolid. Con 12 años ingresa en la cantera del Fútbol Club Barcelona, equipo con el que debutó en la ACB el 29 de septiembre de 2002 frente al Jabones Pardo Fuenlabrada. Formó parte del FC Barcelona que ganó los tres títulos la temporada 2002-03 (Copa del Rey, Liga ACB y Euroliga).

### Profesional
En busca de minutos para seguir progresando, juega en categorías inferiores en Círculo Badajoz (2003-2004),  Aguas de Calpe (2004-2005), Bruesa GBC (2005-2006) donde asciende a ACB. Su siguiente equipo sería  el C. B. Granada  (2006-2009), donde se asienta en ACB durante 3 años. Vuelve a bajar una categoría  para jugar en el CAI Zaragoza la temporada 2009-2010, donde consigue un nuevo ascenso a Liga ACB.
En la temporada 2010-11 ficha por el C. B. Valladolid, donde juega su mejor baloncesto durante 3 años. La temporada 2012-13 supone un salto tremendo de calidad  en la carrera de Nacho Martín. El equipo de su ciudad se salva de descender a falta de tres jornadas para finalizar la competición, en parte gracias a la aportación del jugador, que consigue el premio actitud azul, premio que  combina los valores de actitud, liderazgo, eficacia, generosidad y entrega, también consigue ser el jugador más valorado, con 18,2 puntos. Al nivel estadístico consigue 15,6 puntos por partido, siendo el cuarto máximo anotador de la competición, y el máximo reboteador con 7,06 rebotes por partido. También es de destacar la obtención de 8 doble-doble, en puntos y rebotes.
En agosto de 2013 ficha por el Herbalife Gran Canaria, donde juega una temporada. El 27 de octubre de 2013, ante Bilbao Basket, consigue la mejor marca de su carrera con 30 puntos.
En agosto de 2014 ficha por el CB Estudiantes, donde juega dos temporadas. 
En la temporada 2016-17 fichó por el Morabanc Andorra, donde no pudo terminar la temporada debido a una lesión. 
En la temporada 2017-18 vuelve a Valladolid y asciende a la Liga LEB Oro. En la misma temporada cambiaría de equipo para lograr su tercer ascenso a ACB con ICL Manresa.
De regreso a Liga Endesa, jugaría la temporada 2018-19 con Tecnyconta Zaragoza y con Coosur Real Betis la temporada 2019-20; antes de regresar a Valladolid, con quienes disputó la campaña 2020-21 en LEB Oro, con 12,3 puntos y 5,3 rebotes para 14 de valoración media en 26 partidos en el 9.º clasificado de la categoría.
El 5 de agosto de 2021, firma por el C. B. Estudiantes de Liga LEB Oro.
El 29 de agosto de 2022, firma por el Club Bàsquet Cornellà de la Liga LEB Plata.
El 16 de noviembre de 2022, firma por el UMFN Njarðvík de la Úrvalsdeild karla islandesa.
En octubre de 2023 firma por el Sa Real Blakstad Ibiza de la liga regional de Baleares. Esa temporada ganan la Liga Escribano balear y el Trofeo Biel Hurtado, y ascienden a la Tercera FEB (la antigua Liga EBA).

### Selección nacional
Ha sido internacional en las categorías inferiores de la selección de baloncesto de España, logrando la medalla de plata en el Campeonato Europeo Sub-20 de Vilna (Lituania) en 2002.
Su temporada 2012-13, hace que tenga posibilidades de acudir con la selección absoluta de España para el Eurobasket de Eslovenia, después de renunciar dos habituales como Pau Gasol y Felipe Reyes. Finalmente es seleccionado como jugador invitado para los partidos de preparación del Eurobasket 2013, disputando un encuentro.

## Baloncesto 3x3
En paralelo a su carrera profesional, Martín ha destacado como uno de los jugadores más importantes de la modalidad baloncesto 3x3 en España, llegando a ser medalla de plata en el Europeo 2015 junto con sus compañeros Álex Llorca y Sergio de la Fuente.